# Obłakowo
Obłakowo, Oblakovo (maced. Облаково) – wieś w południowej Macedonii Północnej, w pobliżu drugiego co do wielkości miasta tego kraju – Bitoli
Osada wchodzi w skład gminy Bitola.